# Enforcement Police
ENFOPOL (Sigle pour « ENFOrcement POlice », « Renforcement de Police ») est un groupe de travail réunissant les autorités de police et de sécurité de chaque État membre de l'Union européenne afin de mettre au point les méthodes d'intervention dans le cadre de leurs enquêtes. ENFOPOL a été considéré comme la réponse de l'Union européenne à l'organisation anglo-saxonne ECHELON.
La Résolution du Conseil du 17 janvier 1995 relative à l'interception légale des télécommunications, publiée en novembre 1996, doit être étendue à chaque pays, sur le même fonctionnement que l'espace Schengen ; à condition, toutefois, d'adopter tous les articles de la résolution. 